# 甘敬修
甘敬脩（1410年—？年），字示勉，四川敘州府富順縣人，軍籍，治《詩經》，年三十歲中式正統四年己未科第二甲第十八名進士。八月二十九日生，行二，曾祖甘壽；祖甘志高；父甘雨；母施氏。具慶下，妻姜氏，兄敬儒，弟敬身。由縣學增廣生中式四川鄉試第十八名舉人，會試中式第二十三名。